# Plecoptera nimba
Plecoptera nimba là một loài bướm đêm trong họ Erebidae.